# 文化放送ライオンズナイター

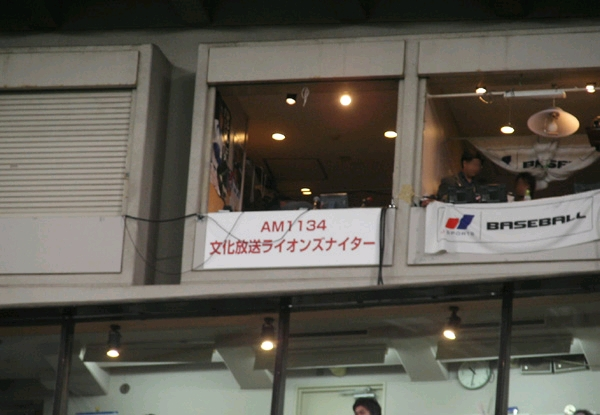
西武ドーム・文化放送ブース （2007年）番組名の書かれた横断幕が掛けられている。隣はJ SPORTS STADIUM用のブース

『文化放送ライオンズナイター』（ぶんかほうそうライオンズナイター、Nippon Cultural Broadcasting LIONS NIGHTER）は、文化放送が平日に放送しているプロ野球ナイトゲーム中継番組である。1982年4月5日から放送開始した。
放送開始から1984年までは、野球中継を軸としたバラエティ番組だった（後述参照）。
2021年に放送40周年を迎えた。

## 概要

### 1982年 - 1984年 野球情報バラエティ番組時代
文化放送では、本番組が開始するまでは、関東地区のAMラジオ局で唯一平日のナイター中継の無いラジオ局（土・日曜の『文化放送ホームランナイター』のみ放送）だったが、国土計画（後のコクド）が1978年（昭和53年）に福岡野球（クラウンライターライオンズ）を買収し、本拠地を埼玉県所沢市に移転した、プロ野球球団・西武ライオンズ（現：埼玉西武ライオンズ）の意向により、同球団とタイアップした1時間放送の野球情報バラエティ番組として1982年（昭和57年）に放送開始となった。1981年（昭和56年）の20時枠に放送されていたバラエティ番組『ザ・マンザイクイズ』の中でも「西武ライオンズ情報」というスポットコーナーがあり、毎日試合の途中経過や選手のコメントを1分程度に収めて紹介しており、この番組誕生の布石の様な形となっている。放送初年度には「レオ仲間大集合」というサブタイトルも存在した。
中田秀作・坂信一郎アナウンサーが交互にキャスターを務め、一般公募で選ばれた中川充四郎を専属レポーター（リポーター）に据え、ライオンズの応援を全面に打ち出した。ライオンズ攻撃時はライオンズに偏った野球実況放送を展開し、相手チームの攻撃中はライオンズ選手のインタビューやクイズを行う独自の放送で話題になった（1年毎に番組専属のマスコットガールも2名ずつ公募、レギュラー出演していた）。
当初、20時からの1時間番組となったのは、1980年（昭和55年）10月改編で始まった文化放送初の本格的夜ワイド『吉田照美のてるてるワイド』の絡みで、それまで深夜に放送されていた教養番組『大学受験ラジオ講座』『百万人の英語』が18時から19時にかけての枠に移動しており、時間帯の捻出ができなかったのが理由である。
番組スタート翌年の1983年（昭和58年）に「ライオンズナイターファンクラブ」が作られた。文化放送に入会希望の手紙を出すと会員証が郵送されてきて、西武ライオンズ球場の内野指定席への招待（試合毎に招待する会員番号が番組内で指定され、試合当日に西武球場に来場出来る事が条件）や会員限定イベントへの招待、ライオンズ選手がホームランを打った際、抽選でレオ人形プレゼントなどの特典があり、1992年（平成4年）に終了するまで約27000人が入会していた。同年、実況アナウンサーとは別に球場実況席にライオンズキャスターを置きライオンズ応援色がより強まる。この年から2年間、タレントの藤田亨がキャスターを務めた。1993年以降ファンクラブの活動はなくなったが、現在でも番組では随時ライオンズ戦チケットやライオンズ選手からのプレゼントは行っている。

### 1985年 - 1992年 「はっきりいってライオンズびいきです!!」
1985年（昭和60年）以降はバラエティ番組を改め、一般的なナイター中継と同様の放送体制となったが、「はっきりいってライオンズびいきです!!」をキャッチコピーにアメリカンスタイルと呼ばれるライオンズ一辺倒の応援実況・解説を行う過激な放送で、日本のラジオ野球中継放送に革命を起こし、広く知られるようになる（特に、戸谷真人の過激な実況は語り草となった）。ライオンズ応援というスタンスはそのまま継続し、現在に至っている。その独自の放送スタイルは、後に各地方毎の地元球団応援の中継放送を次々生み出すという影響ももたらした。

戸谷によれば、これは当時ディレクターを務めた門口伯康の発案で、「巨人一辺倒をひっくり返そうよ、数字取るよりも、メジャーリーグ中継みたいに、監督の批判もしちゃうような面白い中継を日本でも目指そうよ」という理由から始まったものだという。この西武びいきのスタイルには相手チームからの大反発もあったものの、パ・リーグの試合を伝える貴重な存在として次第に認知され始めていく。
ライオンズ応援企画では、かつては「Vのシナリオ」（歌：ばんばひろふみ・梶原茂）という曲をホームランを打った時や投手が登板した時に流したり、相手投手をKOした際に流すノックアウトテーマ、ライオンズが勝利した時に流すファンファーレもあった。1991年5月に、ライオンズナイターのエンディングテーマ「明日」とライオンズ応援ソング「新Vのシナリオ」（歌：シネマストリートキッズ）がシングル8cmCDとして発売された。「新Vのシナリオ」は森祇晶監督当時のライオンズ黄金時代の選手が背番号順に歌われている。
1985年以降、文化放送はライオンズ主催試合のラジオ優先放送権（春期および秋期のライオンズのキャンプ取材したものの放送を含む）およびラジオ放送管理権を取得している。ライオンズ主催試合はNRNが放送権を独占しているヤクルト主催試合と異なり、ニッポン放送など他社でも中継をされてはいるが、文化放送の許諾を受けなければ放送はできない。このため、文化放送以外の在京局のナイター中継番組では、主に全国中継における本番カード雨天中止時の予備カードで、ライオンズ主催試合については順位を下げられている。NHKのラジオ中継では、本番カードとしてライオンズ主催試合を2018年までは文化放送と並列放送されることがあったが、2025年6月12日には「西武対阪神」においてNHKの交流戦企画でNHK-FMと並列放送されている。

### 1993年 - 2006年 「パッといこうぜ!!ライオンズ」
1993年（平成5年）は、キャッチコピーが番組開始初の一新。キャッチコピーは「パッといこうぜ!!ライオンズ」。この年からの新企画として三振を奪うと「strike out」等の効果音を流す（他にも効果音の種類があるが、特に斉藤一美アナ実況時は必ず、それ以外のアナウンサー実況時も効果音を流すことがある。対ファイターズ戦で岩本勉が解説を担当したときは、ファイターズ選手が活躍すると岩本が勝手に押してしまう。ただし、2009年限りで効果音の使用は廃止された。ライオンズナイター独自のエレクトーン風のナイター速報のチャイムは長谷川太アナが制作したものである）。
得点が入った際には下に記すように球団公式応援歌のアレンジなど得点したチームにゆかりのあるメロディーが流れる。
球団名は現在のものである。セ・リーグ球団のメロディー（セ・パ交流戦期間で放送）は『文化放送ホームランナイター』の番組概要を参照。
- 埼玉西武ライオンズ→「吠えろライオンズ」の唄いだし。勝利した時は球団歌「地平を駈ける獅子を見た」のサビ。
- 千葉ロッテマリーンズ→「We Love Marines」のサビ。
- 北海道日本ハムファイターズ→「ファイターズ讃歌」のサビ。
- 東北楽天ゴールデンイーグルス→「THE マンパワー!!!」のサビ。
- 福岡ソフトバンクホークス→「いざゆけ若鷹軍団」のサビ。
- オリックス・バファローズ→「SKY」のサビ。球団合併前はブルーウェーブ時代や大阪近鉄バファローズの応援歌のメロディーも存在していた。

文化放送のナイター中継には「ホームランレポーター」と呼ばれるレポーターが、外野席でホームランをキャッチした観客にインタビューを行ってきた。このレポートはセントラル・リーグの各球団がトラブルの火種に成りかねないと難色を示したことから、『文化放送ホームランナイター』では1991年に終了することとなった。しかし、アレックス・カブレラ選手がライオンズに入団した2001年以降は「一発レポーター」として復活。西武ドームでのゲームで恒例企画となっていた。2006年6月14日、対中日ドラゴンズ戦（セ・パ交流戦）で、当日の一発レポーター担当の斉藤一美がレフト外野席に落ちたカブレラ選手のホームランボールをゲットすることに成功し、歴代ホームランレポーターおよび一発レポーターの悲願が達成された。
スペシャルウィーク（聴取率調査期間）の企画として、現役ラジオ局アナウンサーが球場アナウンスするウグイスボーイズを担当している。それ以外にも「カブレラ地蔵」の設立や西武池袋線・池袋駅〜西武球場前駅の臨時列車での案内役などを行ってきた。
ただし、「パッといこうぜ!!」が含まれているキャッチコピーからわかるようにこの頃から「ライオンズを応援する」ことの番組開始からのスタンス自体は変化はないものの、関東地区のAMラジオ局で唯一パ・リーグの試合をレギュラーで放送することから、同時に「パ・リーグ全体を盛り上げよう」という意味合いが強くなっている。2002年までは「花のパ・リーグ」「エキサイティングリーグ・パ」と銘打って、ライオンズの試合が予定されていない日や雨天中止時の予備で、他のパ・リーグの試合が中継された（後述）。2005年以降では、ライオンズと同じ関東をフランチャイズとする千葉ロッテマリーンズ戦について、毎試合「今夜のマリーンズ」というコーナーを設けて詳しい試合展開を放送している。ライオンズ戦ではマリーンズファンのかわのをとやをマリーンズ応援リポーターとして起用し、「パ・リーグ関東ダービー」と銘打って放送されている。しかし、実況はライオンズ寄りであり、実況アナとかわのが丁々発止のやりとりをすることやマリーンズ情報の豊富さから解説者から呼びかけることもある。
そしてセ・パ交流戦では「我らパ・リーグ応援団」という立場を取り、2005年の企画では交流戦の勝利数でセ・リーグに負け越したら坊主になるという公約を東尾修団長に押し付けられた大塚光二と盛り上げた。さらに同期間の放送中はライオンズ以外のパ・リーグ各チームが得点を挙げるたびに、東尾の「パ・リーグ!」という掛声とともに氷川きよしの『きよしのドドンパ』をバックに流して得点の情報を放送にカット・インしている。パ・リーグ応援の立場をシーズン中での中継（雨傘番組も含む）で示したのが、放送中に何度か流される交通情報であり、2005年〜2015年の放送時間中の全ての交通情報にパ・リーグ連盟歌である「白いボールのファンタジー（マーチ・バージョン）」のBGMが流されている。

### 2007年 - 2010年 「生西武やってます。」
2007年からは、文化放送の組織改革により、アナウンサーが実況アナウンサーと技術スタッフも兼任する「アナデユースナイター」の放送体制となっている。これにより番組のキャッチコピーも14年ぶりに一新。キャッチコピーは「生西武やってます。」但し、遠征試合はNRN系列局（ #ネット局 参照）が技術スタッフを担当する。試合開始直前に放送される「プロ野球直前情報」では、主に監督へのインタビューが、試合中の1回表（ビジターの場合は1回裏）終了直後には「中島裕之の今日も一発、やったるで!!」と題して同選手へのインタビューが放送されている。さらに2007年からの試みとして、監督もしくは球団にゆかりのある人物によるタイトルコールを番組冒頭に使いはじめた（2007年は伊東勤監督の双子の子供が、2008・2009年は渡辺久信監督がそれぞれ務めた）。2009年は若手選手のインタビュー「ピックアップライオンズ」ほか、スターティング・オーダー発表時に選手自身の肉声による選手紹介（事前収録したテープを流す。例えばアナウンサーが「一番・セカンド」とコールしたあと、「片岡易之」と片岡自身によるコールの音声を流す）およびジングルを流している。
2010年は効果音を廃止した。

### 2011年（ライオンズナイター30周年）
番組30周年となる2011年はキャッチコピーを「獅子道。」に変更。イメージキャラクターとして、かつての西武の4番打者であった清原和博を起用する（解説者としても出演）。「獅子道。」はポスターなどでは使用するが、放送では使用しない。その代わりにかつて使用したキャッチコピーである「はっきりいってライオンズびいきです!!」を清原がジングルで使用する（オープニング時のタイトルコールも、西武戦とそれ以外の2パターンが用意されている）。オープニングのテーマ曲も一新され、『LAMENT〜やがて喜びを〜』のインストゥルメンタル版が採用された（週末の『ホームランナイター』でも2015年まで共用。2016年からは本番組のみ使用）。ライオンズ戦の予定がない場合のパ・リーグ他球団の中継を再開させる一方、交流戦期間中の「我らパ・リーグ応援団」を取りやめた。7回のライオンズの攻撃前に「若き獅子たち」を復活させた。さらに、番組30周年記念企画として7月11日には解説・豊田泰光、実況・戸谷真人の名コンビで「文化放送ライオンズナイタークラシック」を放送した。さらに8月26日には中川充四郎のベンチリポートが一夜限りの復活となった。
2011年は前述の選手紹介の大トリとして、その日の放送の実況アナウンサーが「今日の解説者は」とコールした後「東尾修」という風に解説者本人によるコールの音声を流している。さらには西武が勝利した場合には、中継終了後スタジオに引き取られる前に、渡辺久信監督の歌唱によるQRソングが流れていた（渡辺が監督を退任する2013年まで実施）。

### 2012年 - 2013年 「パ・リーグの、ど真ん中。」
2012年はキャッチコピーを「パ・リーグの、ど真ん中。」に変更。2011年と同様、7回のライオンズの攻撃前に応援歌を流す。2011年まではスタジオからホームでは「若き獅子たち」、ビジターでは「地平を駈ける獅子を見た」の音源（ワンコーラス）を流していた。2012年ではホーム・ビジターに関係なく「若き獅子たち」、「地平を駈ける獅子を見た」、「吠えろライオンズ」のいずれか1曲のワンコーラスを流していたが、2013年は取りやめている。選手紹介については、解説者のコールに続き、試合ごとに収録された栗山巧の決意の一言が挿入されるが、栗山本人が故障などで出場選手登録から外れている場合は、これが省略されて2011年と同じ体裁となる。2015年以降は解説者のコールは省略されている。当初の試合開始予定時刻が18時を過ぎる場合や17時開始の薄暮ゲーム時は栗山巧の決意の一言は直前情報内のオープニングで流し、選手によるスターティングメンバーの紹介がない場合もある。この場合18時の時報明けに番組タイトル・提供クレジットを流した後に番組本編に入ることになる
2013年は中島がオークランド・アスレチックスへ移籍したため、2007年から放送されてきた「中島裕之の今日も一発、やったるで!!」に代わって栗山が登場する企画「栗山巧 今日のナンバーワン!」を、試合中の2回表終了直後に放送する。中島のインタビューコーナーは「中島裕之のアメリカでも一発やったるで!I DO IT!」として月1回程度月曜日のライオンズエクスプレス内で放送されていた（中島のオリックス移籍により2014年で事実上終了）。聴取率調査期間限定で行っていたリスナープレゼントクイズ「マウンドにいたのは誰だ! プレゼント」を常時実施する。それに伴い、ライオンズの選手がホームランを放つと実施されていたホームランプレゼントは終了した。

### 2014年 - 2018年 「パ・リーグ、きこうぜ!」
2014年はキャッチコピーを「パ・リーグ、きこうぜ!」に変更。2014年から「栗山巧 今日のナンバーワン!」に加えて、秋山翔吾が登場する企画「秋山翔吾の今日も真面目に行きます」を、毎月5の付く日（もしくは前後近い日）に放送する。
2015年は秋山のインタビューコーナーのタイトルが「秋山翔吾の楽にいこうぜ!」に変更となり、中村剛也がホームランを打って勝った試合の次の放送で「中村剛也、僕のホームラン」を放送する。インタビューもライオンズの選手はもちろん、パ・リーグ他球団の選手のインタビューも放送する。2016年はFM補完放送（ワイドFM）の放送開始に従い、交通情報における「白いボールのファンタジー（マーチ・バージョン）」のBGMが廃止され、汎用の交通情報用BGMが使用されている。2017年は西武戦が早く終わった場合（原則3時間前後）に限り中継終了後岡田雅利の「出た!ワオ!!」が、キャプテンが栗山から浅村栄斗への交代に伴い「栗山巧 今日のナンバーワン!」は毎月1の付く日（もしくは前後近い日）に、毎月3の付く日（もしくは前後近い日）に「浅村キャプテンのライオンズ通信」をそれぞれ放送する。
2018年はTBSラジオ（JRN、『エキサイトベースボール』）のプロ野球中継全面廃止を受け、西武の関わる試合について、JRN系列局（ #ネット局 参照）と相互に制作を提携することになり、文化放送が西武主催試合の中継をビジター側のJRN系列局向けに制作（ただし、同一地域のNRN系列局が本番組をネットする場合は別制作）したり、逆にJRN系列局が西武のビジターゲームならびに西武戦中止時の予備カードを文化放送向けに配信するようになった。このため、西武ビジターゲームの自社制作は聴取率調査週間などを除き、大半がネット受けとなった。

また、TBSラジオの中継制作業務を引き継ぐ形でJRN系列局向けに、文化放送でのロッテ主催、東京ドームでのパ・リーグ球団主催試合の中継制作業務を開始。TBSラジオがキー局となっていたJRNのプロ野球中継実施局による協議に、日テレグループで長年対立していたラジオ日本（RF、『ジャイアンツナイター』）と共に参加して、放送日程や内容の調整を行うようになった。さらに2020年からは、本番組に出演経験のあるフリーアナウンサーがラジオ日本のスポーツ中継にも関わるようになった。

### 2019年 - 現在 「吼えろ!ライオンズ 叫べ!文化放送ライオンズナイター」
2018年限りで『文化放送ホームランナイター』のレギュラー放送を終了したことを契機に、2019年から本番組のキャッチコピーを「吼えろ!ライオンズ 叫べ!文化放送ライオンズナイター」に変更した。これに伴い番組内容もライオンズ応援放送に特化された。
2021年は「ありがとう40周年文化放送ライオンズナイター」という番組開始40周年を記念したライオンズ選手のジングルも流れていた。
2022年 - 2023年度は「パーティ・ピープル（パリピ）」をもじった「〜We are パ・リーグピープル」というサブタイトルを付け、西武主軸でありつつもパ・リーグ応援放送へと回帰。他のパ・リーグの試合を中継する時は、通常は西武選手を対象とする「デイリーMVP」の投票をその試合の両球団選手に拡大している。 
2022年6月17日からは既存の地上波ラジオ・radiko・インターネットラジオに加え、日本国内のラジオ野球中継では初めてYouTube Liveでも平日に行われる西武主催ゲームの完全生中継（音源のみ）を行なう。これにより、試合中継の事後のアーカイブ配信が可能になった。
2024年度は、熱烈なライオンズファンである向井葉月（乃木坂46）が番組の公式マネージャーに就任。また3月29日の開幕戦（対東北楽天戦／楽天モバイルパーク宮城）を特別編成により放送した。

## 放送時間
- 平日17:50 - 21:00（最大21:30まで延長対応）[注 8]
  - 日本シリーズ中継は延長制限を設けず試合終了まで放送する（後述）。
  - 21:00以降続いていた場合、月〜木曜の21時台の2番組は10分刻みで繰り下げて放送し、その後に『レコメン!』の放送が始まる。この場合『レコメン!』をネットする秋田放送・ラジオ福島・北日本放送・静岡放送・KBS京都・ラジオ関西・南海放送では、文化放送からの裏送りの形で番組が定刻通り開始される[注 9]。
  - 日本シリーズ中継の場合は、試合終了までの放送になるため、中継延長時の取り扱いがレギュラーシーズンと異なり、21:10から21:50の間に終了した場合は、21時台の2番組は10分刻みで繰り下げて放送し、『レコメン!』を短縮。22:00から22:20の間に終了した場合はどちらかの21時台の1番組が休止され、中継終了後はもう一方の21時台の1番組のみを放送して『レコメン!』に飛び乗り。22:20以降も続いた場合は21時台の2番組はどちらも休止となり、中継終了後そのまま『レコメン!』に飛び乗る形式を採る。

前座枠・後座枠
- 番組開始から17:57までは、以前の「ライオンズナイター プロ野球直前情報」に相当する「前座枠」。番組のタイトルコールはサブタイトルを含めライオンズの監督が務めることが恒例であり、2025年以降は西口文也が行う。

ナイター中継がある日は球場から実況アナウンサーが進行。ネット受けを行う場合やライオンズの試合がない日はスタジオ担当アナウンサーが進行。
両チームのスターティング・オーダー紹介時、相手チームに関しては他局同様にアナウンサーが読み上げるが、埼玉西武ライオンズの紹介時は、アナウンサーによる「（先攻・後攻）埼玉西武ライオンズは」と読み上げた後にライオンの鳴き声を挿入。その後、アナウンサーが「一番・セカンド」などと打席とポジションをコールしたあと、選手自身によるコールの音声を流し、最後のオーダーが終わったところでもう一度ライオンの鳴き声を挿入。これは2009年以降、番組の伝統的に現在まで引き継がれているスタイル。ホーム・ビジターに関係なく、ライオンズのオーダーは後半で紹介する。
- 中継終了後、文化放送のスタジオで引き取り、後続の番組開始まで他球場の結果とライオンズの試合を振り返る。番組の延長の場合であっても、後続番組は10分刻みの繰り下げであるため、球場の切り上げから余剰時間が発生する場合は「後座枠」としてスタジオから送る場合がある。また、20時台にプロ野球関係以外のスポーツニュース（稀に一般ニュース）をストレイトニュース形式でスタジオから伝える。2025年度の金曜日に関しては21:00 - 21:30に定時番組の設定が無いため、21:30までは「後座枠」が設定される。

インターネット中継、ナイターオフ
- インターネット配信（インターネットラジオ、YouTube LIVE）は完全生中継、ライオンズの勝利監督インタビューまで配信されている。地上波とは異なり原則として、平日の西武主催試合に限定した配信である。土曜・日曜・祝日・オフシーズンの西武主催試合で、地上波で放送されない試合の配信を行う場合があるが、土・日曜ナイトゲーム以外は原則解説者とレポーターを置かず、実況アナウンサーのみで進行する（後述）。
- ナイターオフ期間中も、ライオンズ主体の情報番組として、平日に『ライオンズエクスプレス』を放送している。
  - 2019年度までは、単独番組として月〜金曜日の17:50 - 18:00に放送。
  - 2020年度には、『斉藤一美 ニュースワイドSAKIDORI! OVERTIME』内（18時台）に設けられた「サキドリスポーツ」（スポーツ全般の情報を取り上げるコーナー）で、「ライオンズエクスプレス」としてライオンズ情報を伝えた[注 10]。
  - 2021年度には、『カラフルレンズ』（火〜木曜日の17:50 - 18:45および金曜日の17:50 - 18:30）内のコーナーとして、「ライオンズエクスプレス」を17:53頃から18:00まで放送[注 11]。
  - 2022年度には、『西川あやの おいでよ!クリエイティ部』第2部（火〜金曜日の17:45 - 18:45）内のコーナーとして、「ライオンズエクスプレス」を17:50頃から18:00まで放送。
  - 2023年度には、スポーツニュース番組『文化放送スポーツスペシャル』（火〜金曜日の18:00 - 18:45）内のコーナーとして、「ライオンズエクスプレス」を18:03頃から18:10まで放送。
  - 2024年度には、『おつかれさま』（火〜金曜日の17:45 - 18:45）内のコーナーとして、「ライオンズエクスプレス」を17:53頃から18:00まで放送。

## 放送カード
- 平日（月〜金曜日）に開催される埼玉西武ライオンズのナイトゲームをホーム・ビジター関係なく放送する。
  - 2018年まで定時放送だった『ホームランナイター』と異なり、原則として、自社（関東ローカル）向けで放送しているが、対戦球団によってはNRN/JRN系列局と局間ネットを行う。2017年までは関東地区以外で行われる試合も実況・解説者・リポーターが開催球場に乗り込み、自社制作で完全ローカルで放送されていた。実況アナウンサーはディレクターも担当し、対ロッテ戦を含めたビジターの3連戦の場合は3人のアナウンサーが実況・リポーター・ディレクターを順に担当する（この手法は他局のビジター遠征中継でもよく見られる）。
- 西武戦が平日デーゲーム（祝日含む）で開催される場合、雨天もしくは諸般の事情で中止の場合、西武が移動日で試合なしの場合は予備カードとして他のパ・リーグの試合を放送するが、当初から放送予定がなく特別番組を優先する場合は、西武戦非開催日のスタジオ番組を放送する。ただし、月曜日は定時番組を放送する。
  - 1982年の放送開始以来、原則として、セ・リーグの試合を中継していないが、例外として1990年代（西武ライオンズ球場がドーム化する以前）までは、西武戦の予備カードや、西武の移動日にセ・リーグのカード（当時のNRN独占カードであるヤクルトや横浜の主催試合等）を中継したケースがあり、一例として1994年5月18日には「西武対日本ハム」の予備カードに「ヤクルト対中日」を設定していた。また、2014年には8月13・14日に「西武対オリックス」と「巨人対阪神」の二元中継、2016年4月7日と5月27日には「巨人対阪神」の中継を実施したこともあった（朝日新聞東京本社版、各日のテレビ・ラジオ欄）。
  - 2018年からは西武戦雨天中止時の予備カードとして、JRN系列局が制作するセ・パ両リーグの中継（主に日本ハム・ソフトバンク戦、交流戦限定で中日戦）が組み込まれるようになった。2025年は西武戦ナイターがない日にもこれらのカードが本番カードとして編成されるようになっている。
- ただし、年1回程度祝日のデーゲームを年度により放送する場合があり、ビジター側のNRN系列局にもネットすることがある（2018年以降でビジター側が2局地域でJRN系列局に文化放送が制作できない場合、土・日曜に準じてニッポン放送が裏送りすることがある）[注 12]。しかし、平日午後の定時番組である『大竹まこと ゴールデンラジオ!』の地方ネットが開始された2024年以降は祝日デーゲーム中継は行なわれていない。なお、オフ編成期間中は開幕戦およびライオンズの優勝やクライマックスシリーズ進出決定試合は放送をする場合がある（後述）。
  - 祝日デーゲームやオフ編成（2020年のレギュラーシーズン順延分は除く）での中継の場合、野球を含むすべてのスポーツ中継番組が『文化放送スポーツスペシャル ○○○○実況中継』[注 13]のタイトルになるが、番組内容の変更はない。
- プロ野球オールスターゲームが平日ナイターで開催される場合はライオンズナイター枠で中継する一方、フレッシュオールスターゲームについては2013年以降は中継されていない。オールスターゲームのうち月曜開催分について、本来NRN系列局向けの中継制作を行うニッポン放送が中継しない場合、後述の「マンデー・パ・リーグ」中継に準ずる形で、本番組の中継がNRN系列局向け中継となる（2004年までは平日ナイター分をラジオ大阪と局間ネットを実施していた）。

### 土・日曜日の対応
- 土・日曜はNACK5制作の『NACK5 SATURDAY&SUNDAY LIONS』が放送されるため、基本的に自社では放送しないが、文化放送は土・日曜のNRN中継担当のため、系列局向けの裏送りや技術協力は行われる。
- インターネット配信は2010年までNACK5の定時中継のあった土・日曜はデーゲームを中心に文化放送の放送席を共用していた為、配信していなかったが、NACK5は2011年から基本的に土曜の中継を廃止した為、土曜の西武ドームの試合のうち、NRN系列局への裏送りおよび技術協力の不要なカード[注 14] はインターネット配信を行うようになったほか、NACK5の中継がある土・日曜の試合もまれに配信することがあった[注 15]。NACK5が西武主催試合の実況を女性に固定した2016年から2019年は日曜の試合も土曜と同じ体制で配信を行った。オフ編成などで放送がない場合でも、西武ドームでの試合はインターネット配信を行う。

2020年から2021年は後述のように地上波放送のない土・日曜の試合中継のインターネット配信を原則休止としたが、2022年からのYouTube Live配信以降、土曜ナイターに限定して地上波放送のないホームゲームのスペシャル配信を実施し、2024年には日曜ナイターや9月開催の土・月曜デーゲームにも拡大。2019年時点で配信対象外となっていた日本ハム戦とソフトバンク戦も対象に加えられた。しかし、2025年は理由不明であるが、7月以降の土・日曜ナイターの配信を見合わせている。
なお、土曜ナイターのインターネット配信を行う場合、NRNナイター本番もしくは予備カードを兼ねるため、同時に山口放送への裏送りが行われる場合があり、解説者・ベンチレポーターを配置しての配信となる。2025年6月28日の「西武対日本ハム」土曜ナイターの配信は、当日のセ・リーグの試合が全てデーゲームであったことからNRN本番カードに指定され、一部時間帯を除いて山口放送『KRYエキサイトナイター』とのサイマル中継となった。このため、山口放送での中継開始前も含めて、通常のNRNナイターの体裁を採り、インターネット配信を行っている旨も終始伏せて中継した。
- 公式SNSでレポートを行うため、インターネット配信・系列局への裏送りや技術協力及びNACK5の中継有無にかかわらず、西武戦には必ずアナウンサーを1名派遣している。
- 2018年9月29日の「西武対ソフトバンク」は土曜デーゲームであったが、西武が勝てば優勝が決まるということもあり、急遽特別番組として地上波で放送が行われた（九州朝日放送向け裏送りとの二重制作）。
- 2021年9月4日の「楽天対西武」は土曜デーゲームであったが、栗山巧の球団生え抜き選手初の通算2000本安打の達成が見込まれたため、文化放送独自で経過送りの実況が行われた。
- セ・パ交流戦の巨人・ヤクルト主催試合は、NACK5が放送権の関係から中継できない。かつ文化放送とラジオ日本（巨人主催のみ）は土・日曜の野球中継を原則行っていないため、当該試合が土・日曜に行われる場合はニッポン放送が放送しなければ、関東地区でのラジオでの中継が一切行われない。NACK5は2011年以降、交流戦は巨人・ヤクルト以外のビジター中継も取りやめ、西武主催試合のみ放送することとなった（リーグ戦はビジターも放送）。

### 2020年における特別編成の対応
1985年から2019年までは、一部の年度を除き基本、定時の開始時間を17:50、定時の終了時間を21:30に設定していた。2020年度は、開始時間を17:55に繰り下げるとともに、定時の終了時間を21:00に繰り上げ（延長オプション50分のまま、最大22:20から最大21:50に変更）。2019年までシーズン中に放送されていた「プロ野球直前情報」「ライオンズエクスプレス」の放送枠を廃止したうえで、本番組と『岩本勉のまいどスポーツ』に組みこんでいた。
2020年には、日本国内で新型コロナウイルス感染症が流行している影響で、NPBのレギュラーシーズン開幕が当初予定の3月20日から6月19日（いずれも金曜日）に延期。西武戦を例年より遅く11月上旬まで開催するほか、クライマックスシリーズがパ・リーグ限定で11月14日 - 17日（レギュラーシーズンの優勝チームと2位チームの対戦による4試合制）、日本シリーズの開幕日が11月21日（土曜日）に設定されている。このような事情から、4月上旬から6月中旬までは、例年と異なる趣向の野球関連番組を本番組の基本中継枠に随時編成。当初は3月31日から9月25日までの期間を予定していたレギュラーシーズンの中継については、放送期間を6月19日から10月30日までに改めた。その一方で、当初からの企画で2020年が（西鉄ライオンズ時代から数えて）ライオンズ命名70周年に当たることから、西武戦の中継では「ライオンズ命名70年 獅子の年輪」というミニコーナーを編成。レギュラーシーズンの開幕当初（7月上旬まで）に（西武戦を含めた）全試合が無観客で実施されたほか、その後の公式戦でも観客の収容人数が制限されていることから、従来の野球中継では聴けなかった球場内の音声（本番組での呼称は「野Q音」）も最新の音響技術を駆使しながら可能な限り放送している。新型コロナウイルスへの感染拡大防止策の一環として、文化放送スポーツアナウンサー・解説者の関東圏外ビジター試合への乗り込み制作、リポーターの派遣および土・日曜に開催される試合のインターネット配信を休止した。
文化放送では2020年度のナイターオフ編成を9月28日（月曜日）から開始。同日から『ココロのオンガク 〜music for you〜』を平日の18:45 - 19:00、29日（火曜日）から『斉藤一美 ニュースワイドSAKIDORI! OVERTIME』を火 - 金曜日の17:55 - 18:45に放送している。10月中の火 - 金曜日に西武のナイトゲームが組まれている場合には、本番組を19:00 - 21:00（最大21:50まで延長対応）に放送。中継カードが西武主催試合で、本番組の中継をインターネットやビジター相手局でも配信する場合は、試合開始から19:00までインターネットと相手局への裏送りを実施していた。10月30日（金曜日）の西武対ソフトバンク戦（九州朝日放送との局間ネット）の中継を最後に、西武のホームゲームを5試合残してレギュラーシーズンの放送を終了。
なお、文化放送ではNPBのレギュラーシーズンの日程都合によるライオンズナイターの放送期間をナイターオフ編成の10月以降に延長したのは、2020年度が唯一である。東日本大震災の影響で開幕が当初予定の3月25日（金曜日）から4月12日（火曜日）に延期した2011年度、および東京オリンピック開催に伴う変則日程で行われた2021年度は、ナイターオフ番組を優先するため、通常の放送期間（原則4月 − 9月）で放送した。

### ナイターオフ編成期の対応

#### レギュラーシーズンの対応
例年10月以降のナイターオフ編成はライオンズナイターの放送期間外になるが、パ・リーグの優勝のかかる試合などでは特別番組として試合終了まで中継したことがある。
- 1988年（昭和63年）のパ・リーグ優勝決定試合となった10月19日の「ロッテオリオンズ対近鉄バファローズ」のダブルヘッダー（近鉄が2連勝すれば近鉄の優勝。それ以外なら西武が優勝）も中継された。

この試合は当初文化放送はもちろん、関東すべてのテレビ・ラジオ放送局が中継の予定が無かった。そのため当時近鉄戦をレギュラーで放送していたラジオ大阪（『近鉄バファローズナイター』）に放送席を貸しており、文化放送は西武の優勝が決まった時点で胴上げ実況をするため矢野吉彦を西武ライオンズ球場に待機させていたものの、試合会場の川崎球場にはアナウンサーを派遣しておらず、西武球場で待機していた西武の選手・監督・関係者が戦況を確認することができなかった。そのため文化放送の回線に流れていたラジオ大阪の実況を急遽西武球場内に流したものの、当然近鉄びいきの実況であり、文化放送が中継していないことに対するクレームもついた。同様にリスナーからも苦情が殺到。このため第1試合の終了直前になって東京・四谷の本社にいた戸谷真人を急遽中継車に乗せて派遣することを決定。第2試合開始から戸谷が川崎球場に着くまでの間は『近鉄バファローズナイター』を臨時にネットした。折しもこの日は文化放送解説者の山崎裕之がテレビ東京（『スポーツTODAY』）の仕事で川崎球場に来場しており、戸谷は第2試合の4回途中に山崎と合流すると、警察から借り出したパイプ椅子（脚立という説もあり）の上に立って試合終了まで中継した。
- 2011年は西武のクライマックスシリーズ進出可否が10月18日のシーズン最終戦（西武ドームの対日本ハム戦）まで持ち越されたため、急遽特別番組の扱いで中継を実施した。
- 2014年はソフトバンクとオリックスの優勝争いが10月2日の直接対決（福岡ドーム。ソフトバンクにとっては公式戦最終戦。ソフトバンクは勝てば優勝決定）まで持ち越されたため、急遽特別番組の扱いで自社制作した。この日は西武のホームゲーム最終戦（西武ドームの対日本ハム戦）のインターネット配信も行ったため、事実上の二重制作となった。
- 2021年はナイターオフ編成に入った10月に、西武が20日（水曜日）の対日本ハム戦までホームゲームを7試合残していた。文化放送では、平日開催の対ソフトバンク2試合・対日本ハム3試合に限って、ビジター相手局（対ソフトバンク戦はRKB毎日放送、対日本ハム戦は北海道放送）への裏送り向けに中継を制作したほか、この中継の音源をインターネットで配信。
  - 10月19日（火曜日）の対日本ハム戦（17:45開始のナイトゲーム）では、西武の松坂大輔が先発投手として現役最後の登板に臨むこと[16]を受けて、平日の夕方で放送されていた『斉藤一美 ニュースワイドSAKIDORI!』を「松坂大輔投手引退登板スペシャル!」として編成。松坂の登板試合を何度も実況している斉藤一美を西武ドームへ派遣させるとともに、17:40以降の時間帯を自社ローカルの中継枠へ充てたうえで、斉藤が報道素材用の音源収録を兼ねて松坂の登板シーンを実況した[17]。斉藤は、18:00に放送を終えてからも、インターネットのライブ配信で実況を継続した。
    - 文化放送では、『SAKIDORI!』内での中継と並行しながら、北海道放送への裏送り向け中継も制作（実況：土井悠平、解説：新谷博、ベンチリポーター：高橋将市）。
- 近年では、全国ネットかつスポンサーとの契約で放送時間を変更もしくは休止することができない18時台後半の『ココロのオンガク 〜music for you〜』の放送後の19:00から野球中継を編成する。

#### クライマックスシリーズの対応（撤退済）
パ・リーグのクライマックスシリーズは2015年までは西武の出場に関係なく特別番組の扱いで全試合放送していたが、同年を最後に地上波での中継は撤退し、オフ編成の公式戦同様、西武ドーム開催分のみインターネット配信を行う方針となった。この件については当時社長の上口宏が2017年10月17日の定例会見で言及していて「10月にスタートした番組と野球中継が重なることがあり、クライマックスも、日本シリーズもとなると、中止が増えてしまう。どう向き合って、何を提示するか、という編成上の判断」と説明している。セ・リーグの同シリーズは、制度導入当初から一切中継していない。

#### 日本シリーズの対応
日本シリーズは西武の出場に関係なく特別番組の扱いで原則全試合放送する。2017年までは西暦偶数年（セ本拠地から始まる年）は偶数試合（2,4,6戦）、西暦奇数年（パ本拠地から始まる年）は奇数試合（1,3,5,7戦）がNRN全国放送の担当となり、関東地区の球団のホームゲームを全国へ送信し、関東地区以外の球場の試合ではNRN系列局からネットを受ける。2018年は全試合、2019年からはパ本拠地開催試合でNRN全国放送の担当となり同様の措置を採るが、2019年からのセ本拠地開催試合は関東地区以外の球場の試合では非NRN担当局が制作する中継をネットを受ける形となった。西武が出場する場合はホーム・ビジターは関係なくライオンズナイターの方式で自社制作してローカル放送する。
西武が関与しない日本シリーズ（以前はクライマックスシリーズも）の中継に、西武の現役選手もしくは西武を当年限りで引退した選手がゲスト解説に付くことがある。

## 番組内コーナー（2015年）

### メール・FAX紹介
- 日替わりで設定されたテーマに沿ってメッセージを募り、イニング間に紹介する。メッセージを紹介されたリスナーには、ノベリティとして特製クリアファイルが贈られる。

### マウンドにいたのは誰だ!プレゼント
- プレゼントコーナー。19:00・20:00・21:00（試合が続いている場合は22:00も）の時報の際にマウンドにいた人物（実況アナウンサーやスタジオ担当アナウンサーが紹介する）を書いて送る。解答はそのイニングの投手に限らず「グランドキーパー」や「誰もいない」という選手以外が解答になることもあれば、投手交代時なら「投手コーチと内野守備陣」という可能性もある。正解者の中から抽選で1名に山田うどんのお食事券1,000円分またはアサヒ緑健緑効青汁と、西武プリンスドームもしくはQVCマリンフィールドの観戦ペアチケットをセットにしてプレゼントされる。このコーナーでは、「ガッチャマンの歌（カラオケ）」がBGMに流れている。
- 中継予定試合が中止になり『SET UP!!』を放送する場合、2015年度までは当日のプレゼントは前述の「メール・FAX紹介」のプレゼントに追加されていたが、2016年度は時報前後のトークに何らかのテーマキーワードを設定して、それを解答として記載する。

### ライオンズ・ウイニングピッチャー
- 先日勝利投手となったライオンズの投手にインタビュー。インタビュアーは文化放送のアナウンサーが担当する。

### ピックアップライオンズ
- ライオンズの若手選手にインタビュー。

### ライオンズ・ファーム情報
- 当日の埼玉西武ライオンズ (ファーム)の試合や選手の情報を伝える。BGMは「若き獅子たち」である。

### 今夜のマリーンズ
- 当日の千葉ロッテマリーンズの試合情報を挿入する。マリーンズの今江敏晃（今江が登録抹消期間中及び2014年までは伊東勤監督）のコーナータイトルコールで始まる。BGMは「We Love Marines 2000 Ver.~We Love Chiba“Rock”Marines」である。関東（QVCマリン、東京ドーム、神宮、横浜など）で試合が開催されている場合は、中継を結んで文化放送のアナウンサーからのリポートがある。マリーンズ戦がライオンズナイターで中継する場合（対ライオンズを含む）は休止になる。かわのは出演しない。

### パ・リーグコレクション
- 略して「パリコレ」。当日のパ・リーグから注目の出来事を紹介する。BGMはピチカート・ファイヴの「シェリーにくちづけ」である。

### イッツ・ザ・ベースボール・ワールド
- 当日のMLBの試合や選手の情報を伝える。MLBについては、「メジャーリーグ情報」として短めに伝える場合がある。

## 現在の出演者

### 専属解説者
- 山崎裕之（1985年 - ）
- 東尾修（1989年 - 1994年、2002年 - ）
- 松沼雅之（1990年 - 1999年、2004年 - ） - テレビ埼玉解説者兼
- 西本聖（1995年 - 2002年、2004年 - 2009年、2016年 - ）
- 松沼博久（2000年 - 2001年、2015年 - ） - 西武球団制作中継〈フジテレビTWO・BS12トゥエルビ・パ・リーグTV〉解説者兼
- 笘篠賢治（2003年 - ） - 宮城テレビ放送・テレビ新広島・J SPORTS・フジテレビONE(本数契約)解説者兼

### 準レギュラー（スペシャル解説）
以下の解説者は番組公式サイトではレギュラー（専属解説）の出演者として案内されていないが、定期的に本番組を含む文化放送の番組に出演しており、文化放送が発行するフリーペーパー「フクミミ」や公式サイトのライオンズナイターの中継予定の記事においては解説者として記名されている。また、紹介される際には「スペシャル解説」もしくは「レジェンド解説」と扱われる。
- 荒木大輔（1997年 - 1998年、2022年 - ） - NHKMLB中継・BS朝日・GAORA・日本テレビ（主に日テレジータス・BS日テレ放送分）・フジテレビONE解説者兼。2022年の復帰後は番組公式サイトには案内なし。関東開催分を中心にHBCラジオの制作中継（ニッポン放送が関与する土・日曜分も含む）の解説者も担当。
- 渡辺久信（2002年 - 2003年、2025年 - ）- BS朝日解説者兼
- 岩本勉（2006年 - ） - 北海道放送・北海道テレビ放送・GAORA・フジテレビONE(本数契約)解説者兼。解説者としては唯一ライオンズナイター名義のカード及びHBCラジオ制作中継を通してビジターゲームにも出演する。2018年以降はHBCラジオ制作中継の解説者として出演している一方、本番組名義のカードへの出演は同年以降一時途絶えていた。2020年に番組公式サイトから氏名が削除されている[解説者 1]。2022年から本番組名義のカードへの出演を再開し、2025年にはKBCラジオと局間ネットをする西武対ソフトバンク戦にも出演している。
- 辻発彦（2023年 - ） - テレビ朝日・BS朝日・BS10・テレビ埼玉・西武球団制作中継他解説者兼。西武が関与しない試合の裏送り（ヤクルト対阪神戦の朝日放送ラジオ向けなど）にも出演。

### 主なゲスト解説者
- 片岡保幸（2022年、2023年） - テレビ埼玉・TBSテレビ（主にTBSチャンネル・BS-TBSでの放送分）・西武球団制作中継（フジテレビTWO他）解説者
- 松坂大輔（2023年） - テレビ朝日解説者。2023年4月18日の西武対ソフトバンク戦（当日の始球式も担当）で特別スペシャルゲスト解説として出演した。
- 工藤公康（2011年 - 2014年、2023年 - ） - 2011年は無所属の現役選手であったためゲスト解説扱い、2012年 - 2014年までは専属解説者として出演。2023年以降はフリー解説者のためニッポン放送等の中継にも出演する。
- 髙橋朋己（2024年） - ライオンズアカデミーコーチ。西武球団制作中継（フジテレビTWO他）解説者
- 伊東勤（2025年） - NHKプロ野球・MLB中継兼任解説者
- 金子侑司（2025年）
- 平石洋介（2025年） - 東北放送他解説者
- 中島宏之（2025年）

このほか、日本ハム戦のHBCラジオへの裏送りでは、岩本を含むHBCラジオの解説者が担当するほか、ソフトバンク戦のRKBラジオ等への裏送りでは、元TBSラジオ解説者をRKBからの派遣扱いで再起用する場合がある。これらを文化放送が予備カードとした場合は、昇格時に自社でも放送される場合がある。これらの出演者については、HBCファイターズナイターならびにRKBエキサイトホークスの項を参照のこと。
1. ↑  岩本はラジオ解説ではHBCラジオとの契約が優先されるため、ホームランナイターには出演しなかった（2018年までホームランナイターはNRNナイターとして放送されており、北海道放送の競合局であるSTVラジオに流れる可能性があるため）。その一方で、HBCラジオ制作中継への出演時は、TBSラジオ（2017年まで）・ニッポン放送（土・日曜のみ）・ラジオ日本（巨人戦のみ）でも本番カードとして放送されることがある。また、土・日曜デーゲームではHBCラジオが自社制作できない時に、制作を受託したニッポン放送のアナウンサーと組んだ事例がある。

### 実況アナウンサー・レポーター
- 長谷川太
- 斉藤一美
- 高橋将市
- 小宅世人
- 寺島啓太（2021年4月までは文化放送アナウンサー、5月以降はフリーアナウンサーとして出演）

2021年までは関東での開催試合では、両チームにベンチレポーターが1名ずつ付く。この場合、ライオンズの担当レポーターとライオンズの対戦相手チーム（マリーンズ主催試合でかわのが担当する場合を除く）の担当レポーターは文化放送のアナウンサーが担当するが、ライオンズ主催試合では前者はライオンズの勝利時には勝利監督インタビュー、後者は対戦相手の勝利時にはヒーローインタビューを担当する。一方、関東以外での試合では、ライオンズ側にのみレポーターを1名配置する（現在は配置を休止。スタンドレポーターをアナウンサーが担当していた頃は、関東の試合でもライオンズ側1名のみのことが多かった）。
2022年は裏送りを含めた各中継にフリーアナウンサーの出演に極力制限がかかるようになり、本番組もベンチレポーターのアナウンサーが1名の配置に変更になっている（かわのが出演するロッテ主催試合では、従前通りライオンズ側担当として配置）。
かつては予備としての中継体制有無に関係なく、関東地区でセ・リーグを含めたプロ野球の試合が行われている球場には、可能な限りアナウンサーを各球場に1名ずつレポーターとして待機させており、後座パートもしくは雨天中止時のスタジオパートにてレポートを挿入していたが、JRN系列局向け中継の受託制作を行うようになった2018年以降は、裏送りも含めた各中継に人員を集中させる必要があるため、そのケースは無くなった。
2002年まではNACK5と文化放送の提携により、本番組の担当アナウンサーがNACK5でも実況を担当していた。2003年以降はNACK5契約のフリーアナウンサーを起用をしている。
斉藤は、2017年から2021年まで『斉藤一美 ニュースワイドSAKIDORI!』に専念していたため一時離脱していたが、松坂大輔引退試合中継での実況（2021年）や同番組の終了（2022年3月25日）を経て、2022年3月31日のロッテ対ソフトバンク戦のRKB毎日放送への裏送り中継でベンチレポーターとして出演。翌4月1日のロッテ対西武戦中継から実況を再開しているが、2022年シーズンのナイトゲームの中継が最初から組まれていない日には『斉藤一美 ど〜かひとつ!』（本番組への復帰に合わせて新設されたスタジオ番組）のパーソナリティを担当した。
小宅は、2025年4月1日付で中国放送から移籍。同局でもプロ野球広島戦の実況を務めていたため、本番組にも加入することが発表されている。初実況に先駆けて4月19日の土曜ナイター（西武対ソフトバンク）のインターネット中継 のベンチレポーターとして文化放送制作中継に初登場し、本番組においては5月28日の西武対楽天戦のベンチレポーターで初登場。初実況は6月4日の西武対ヤクルト戦（解説：山崎裕之）。
寺島は、他局からの移籍を経て文化放送と3年間の有期雇用契約を結んでいた時期から出演。2021年4月30日付で契約を満了してからも、本番組の中継では「文化放送アナウンサー」という形上の名義を使用しているが、JRN系列局向けの裏送り中継の担当が中心で、本番組では月曜に中継がある場合に担当することが多い。2022年3月31日付で契約を満了した土井悠平も同様で、2022年度は寺島と同様の名義を使用していた。

### スタジオ担当アナウンサー
- 鈴木純子（1999年→2019年 - 2020年金曜→2021年木曜・金曜を担当）
- 小川真由美
  - ラジオ福島出身・ジョイスタッフ所属のフリーアナウンサーで、2016年の木・金曜日を皮切りに、2017・2018年に毎週木曜日と隔週金曜日、2019・2020年に火曜日、2021年に火・水曜日、2022年に火曜日を担当。
- 西村志野
  - 瀬戸内海放送出身・ボイスワークス所属のフリーアナウンサーで、2021年度までは『斉藤一美 ニュースワイドSAKIDORI!』に「記者」という肩書で出演、2022年に水曜日を担当。スタジオ担当がない日には、JRN系列局向けの裏送り中継でベンチリポーターを務めることがある。

文化放送のスタジオから中継中のスタジオパート（提供読み、オープニング、エンディング、ニュース、交通情報など）を担当する。試合が早く終わったときの後座パートも担当する。文化放送制作のローカル放送では実況アナウンサーがスタジオ担当のアナウンサーを紹介することがある。組織改革が行われた2007年から2015年までのスタジオ担当は実況アナウンサーの持ち回り制であったが、2016年から再び上記のように専属の担当者が配置されるようになった。ただし、日本シリーズに行われるスポーツスペシャルでの特例中継が行われる場合は従前通り実況アナウンサーが担当する。雨天中止等でスタジオパートが長時間にわたる場合には、当日文化放送に出勤している実況アナウンサーがサポートに入ることがある。
2025年度については専属の担当者は配置されているが、明確に担当曜日は決まっていなく、火曜日を中心に鈴木純子、水曜日を中心に小川真由美、金曜日を中心に西村志野が担当となり、木曜日もしくはビジター中継時のスタジオ担当アナは実況アナウンサーの持ち回り制である。このシフトは2023年から実施している。

## 過去の出演者

### ライオンズコメンテーター
- 中川充四郎（1982年4月5日 - 2009年3月27日）2011年8月26日の「西武対日本ハム」で1試合限り復帰。2018年4月20日の「西武対ロッテ」でゲスト出演。

### 解説者
- 秋山幸二（2003年 - 2004年）RKB毎日放送の専属解説者のため、出演当時はゲスト解説者としての起用。2018年以降はRKBラジオ制作中継の解説者として出演。
- 石井貴（2014年 - 2018年）現・東北楽天ゴールデンイーグルス1軍投手コーチ
- 大田卓司（1987年 - 1989年）
- 田辺徳雄（2001年）現・西武3軍野手コーチ
- 大塚光二（2002年 - 2012年、2015年）東北福祉大学硬式野球部の監督を退任した2023年からは東北放送の解説者として本数契約で出演しているため本番組の中継にも出演。また平日のNRN全国中継カードに該当した場合、関東地区ではニッポン放送へのネットとなる。2024年のみ本名の「大塚孝二」名義で出演していた。
- 小川亨（1995年 - 2007年）主に関西地区担当
- 小川邦和（1996年）
- 清原和博（2011年 - 2012年）[注 18]
- 黒江透修（1986年 - 1989年、1995年）
- 駒田徳広（2010年 - 2017年）現・読売ジャイアンツ3軍監督
- G.G.佐藤（2022年）ゲスト解説者として出演。 東日本放送・日テレNEWS24・テレビ埼玉解説者
- 島田誠（1993年途中 - 1996年）ニッポン放送の解説者から文化放送に移籍。主に九州を担当。2018年から2024年はRKB毎日放送解説者として同局制作中継の解説者として出演していた。
- 清水直行（2022年）ゲスト解説者として出演。 日本テレビ放送網（日テレNEWS24）・千葉テレビ放送解説者
- 杉本正（2015年 - 2016年）主に関西や九州での試合を担当
- 関本四十四（1985年）
- 髙木大成（2021年、2022年）ゲスト解説者として出演。西武球団職員マスメディア担当。テレビ埼玉・BS朝日・フジテレビTWO（いずれも本数契約）解説者[注 19]。
- 土井正博（2013年 - 2014年）関西在住のため、主に関西地区担当。現・サンケイスポーツ評論家[注 20]
- 土肥義弘（2013年 - 2014年）現・西武ファーム投手総合コーチ
- 豊田泰光（1985年 - 2011年）[注 21]
- 豊田清（2019年）現・西武1軍投手コーチ
- 仁志敏久（2012年 - 2020年、2024年）現・西武1軍野手チーフ兼打撃コーチ。2024年は準レギュラーの「スペシャル解説者」扱いのため番組公式サイトには案内がなく、ニッポン放送の中継にゲスト出演することもあった。
- 平尾博嗣（2014年、2016年）ゲスト解説者として出演
- 広瀬哲朗（1999年 - 2001年）
- 広橋公寿（1992年 - 1994年）
- 別所毅彦（1985年 - 1999年）
- 松原誠（1992年 - 2000年）この後も2010年まで本数契約解説者で主に横浜戦で解説していた。「ホームランナイター」は2011年まで担当した。
- 森繁和（2012年 - 2013年）現・J SPORTS・CBCラジオ解説者
- 森祇晶（1985年）解説者当時は森昌彦。
- 若松勉（1990年 - 1992年）現・フジテレビONE・ニッポン放送・北海道文化放送解説者

### 実況アナウンサー・レポーター
- 菅野詩朗（2012年9月定年退職）
- 鈴木光裕（2016年7月定年退職）
- 槇嶋範彦（文化放送との専属契約中の2020年3月20日の当初開幕戦の代替番組まで出演していたが、2020年3月31日で契約期間を満了）
- 土井悠平（2022年3月31日で契約期間を満了したが、同年シーズン終了まで本番組に出演。2023年からGAORAプロ野球中継のメイン実況アナウンサーに就任したが、文化放送が制作する中継にも、日本ハムのホームゲームが最初から組まれていない日に限って出演）
- 山田弥希寿（2023年3月31日で契約期間を満了。退社直前の2023年3月4日から横浜DeNAベイスターズのスタジアムDJに就任したが、文化放送が制作する中継にも、DeNAのホームゲームが最初から組まれていない日に限って出演[24]）

以上の5人は文化放送を退職もしくは専属契約を満了しているフリーアナウンサー（局名クレジットは「文化放送」と告知）であるため、通常は本番組には出演しないが、西武戦を含む文化放送制作の土・日曜のNRN系列局向け、平日のJRN系列局向け委託制作・裏送り（ライオンズナイター本番カード中止による予備カードからの繰り上げの場合も含む）の実況及びレポーターを引き続き担当する。また、本番組のアナウンサーの要員が不足の場合は本番カードの実況やレポーターを担当することがある（一例として、2024年5月10日〈金曜〉の対楽天戦は実況を菅野が担当した〈解説：山崎裕之、当初予定の実況：長谷川太〉、東北放送に局間ネット）。なお、槇嶋はJRN系列局がネット受けまたは裏送りで受けるRFラジオ日本制作の巨人主催試合でも実況を担当することがある。
2023年以降は土・日曜を含む裏送り及び素材収録に限り、文化放送の在籍経験がなくNACK5で実況を担当している小笠原聖が実況を担当することがある（2024年7月15日には本番組でのベンチレポーターを担当した）。
- 飯塚治（2018年に他部署へ異動した後に退職。現在は槇嶋同様にRFラジオ日本制作中継に出演）
- 上野智広（2010年まで）
- 扇一平
- 片山真人（2016年7月 - 2018年3月）現・静岡朝日テレビアナウンサー
- 北川義隆（1998年まで）
- 砂山圭大郎（松坂大輔の名前にちなんだ砂山大輔名義で、松坂専属レポーターを1999年シーズンに担当。以降も2003年途中まで同名義で実況担当）
- 月岡逸弥
- 寺島尚正
- 戸谷真人
- 中田秀作
- 野村邦丸（担当時は本名の野村邦夫、1991年 - 1993年）定年退職後の2022年6月17日に、聴取率調査週間の企画として西武対オリックス戦にて2回裏まで29年ぶりにゲスト扱いで実況。
- 坂信一郎（1987年まで）
- 藤木千穂
- 松島茂（2020年2月に肺腺がんで逝去）[25]
- 矢野吉彦（1988年まで）

### マリーンズ応援レポーター
- かわのをとや（2023年まで千葉ロッテマリーンズ戦でロッテ側のベンチレポーターを担当。ロッテ主催試合をライオンズナイター名義のカードとして中継する予定がある場合のみ、JRN系列局へのネット時を含めて出演していた。一方、西武戦非開催時にJRN系列局から関東圏以外のロッテ戦をネット受けした際には出演しなかった。2020年以前は西武主催のロッテ戦にも出演していた。2023年は出演をカードの初戦（火曜日・金曜日）に限定。舞台公演などで出演できない時は文化放送の実況アナウンサーが担当していた。2024年は本番組に出演しない代わりに、月曜日に冠番組『かわのをとや スポーツの巣』を担当していた）

### スタジオ担当アナウンサー
※：担当期間中に文化放送との間で有期雇用契約を結んでいたため、契約期間の満了による退社を機に降板。
- 太田英明（2002年 - 2005年）
- 野中直子
- 石川真紀（2006年）
- 遠藤里沙（2006年）※
- 八木菜緒（2016年火曜→2017年水曜・隔週金曜）※
- 西川文野（2016年水曜→2017年火曜）
- 粕谷紘世（2018年水曜・隔週金曜→2019年 - 2020年水曜）
  - 文化放送のアナウンサーではないため、「キャスター」という名義で出演。
- 長麻未（2018年火曜→2019年 - 2020年木曜）※
  - 契約期間が満了した2020年には、西武戦が前述した事情で11月上旬まで組まれていたことから、9月で満了してからも中継が終了する10月末まで出演。
- 松井佐祐里（2022年木・金曜日）※
- 久保朱莉（2023年。スタジオ番組『長谷川太のスポーツギャラクシー』のアシスタントも担当）

### スタンドレポーター
実況アナウンサーに加え、2009年までは以下のライオンズファンのタレントがスタンドのファンへのインタビューを行うことがあった（2008年は、「所沢 ナベにQ!」と題して、西武鉄道・所沢駅前に向かい、駅前を歩いているライオンズファン（当日、西武ドームに行けないサラリーマン・OL・学生が多い）を見つけてインタビューした後に西武ドームへ向かい、スタンドのファンへのインタビューを行っていた）。
- 堀口文宏（あさりど） - 2010年以降もライオンズエクスプレスやセットアップにゲスト出演することがあり、2025年はスタジオ番組『堀口文宏のラジオフルスイング』のパーソナリティを担当。
- キングオブコメディ
- 三拍子

2010年は、同年入団したゴールデンルーキー・菊池雄星の専属レポーター「雄星ガールズ」として以下の2名の女性レポーターが参加。さらには関東地区（西武ドーム、QVCマリン、大宮球場など）での試合の際に、ライオンズ側の客席からレポートを入れていた（事実上、2007年以前の「一発レポーター」に代わる役割を担う）。文化放送では本番組以外にも「きょうの雄星くん」というコーナーを組んでレポーターとして出演していたが、同年菊池が左肩痛で戦線離脱し一年間を棒に振ってしまったことで企画倒れの形となった。2011年と2012年は有馬のみが出演を継続し、スタンドレポーターに専念していた。
- 半田あい（テレビ埼玉 LIONS CHANNEL・TVSライオンズアワーより移籍） - 2010年のみ
- 有馬香 - 2010年から2012年

2013年以降はスタンドレポーター自体が配置されていない。

### 公式マネージャー
- 向井葉月（乃木坂46）[8]（2024年）
  - 主にオープニングのナレーションを担当したが、スペシャルウィークなど不定期に放送席に出演。同年限りでの芸能界引退に伴い、11月に放送された『文化放送フライデープレミアム 辻発彦・斉藤一美・向井葉月 秋の語れ!ライオンズスペシャル』を以って退任[26]。

## ネット局
ライオンズナイターは、ニッポン放送（『ショウアップナイター』）が平日の幹事局であるNRNナイターではなく、文化放送の独自番組（非NRN扱い）である。2000年までは完全に自社ローカルの中継だった。
月曜に「マンデー・パ・リーグ」（2001-2005年）が開催されるようになってから、月曜の本番組はパシフィック・リーグの試合限定でNRN全国中継担当となり、西武の主催試合を中心に、関東地区で行われた日本ハムおよびロッテの主催試合も一部地方ラジオ局へネットしていたが、西武主催ゲームおよび日本ハム（2003年まで）・ロッテ主催の西武戦がNRN本番カードとなった場合、時折自社向けを「ライオンズナイター方式」で、ネット局向けを中立実況の「ホームランナイター方式」で別制作することがあった。一方、西武のビジターゲームのうち関東地区以外の試合については、文化放送自体は他の曜日同様に主催側のNRN系列局の技術協力による自社制作となったが、ネット局向けは主催側のNRN系列局が中継を担当した。
「マンデー・パ・リーグ」終了後、2017年までは月曜に日本ハムが西武と対戦する場合（東京ドームでの日本ハム主催試合を含む）には、本番組をSTVラジオへネットしていた（STVが月曜の中継を行わなかった年度を除く）。これに加えて2009年以降は、平日におけるNRN担当日で、NRNナイターを担当するニッポン放送の本番カードにならない場合に、東北放送で『ライオンズナイター』そのものがネットされたことを最初に、2017年までに、ビジター側のNRN系列局である東北放送・九州朝日放送・朝日放送ラジオ（月曜開催の阪神戦を自社制作を行わない場合のみ）が本番組をネット受けしている。あくまで、火〜金曜にNRN系列局が本番組をネットする場合は、西武の主催試合に限定される。当初は中継フォーマットについても相手ネット局への配慮はせず、通常どおりのライオンズひいき放送という方針としていたが、NRN系列局へのネット頻度が増加して以降は「ホームランナイター」に準じて中継全編を中立的なトーンで実況することがある。
この場合、他球場速報のアナウンスは「文化放送プロ野球速報」の表現に改めるが、2017年まではNRNナイターで使用する鐘の音風のチャイムではなく、本番組で使用するエレクトーン風のチャイムを常時使用していた。
土・日曜のNRNナイターでは原則として「文化放送をキーステーションに、全国の皆様にお送りします」とのアナウンスにとどめるが、ライオンズナイターでの中継内では相手局の番組名をコールする他、通常実況アナウンサーが行う月曜日の定時番組および中継延長時の後枠番組に関する告知をスタジオのアナウンサーに任せるなどの配慮は行った。
2017年4月7日・5月19日の「西武対ソフトバンク」の中継では、西武の攻撃時に松島茂、ソフトバンクの攻撃時に九州朝日放送の沖繁義（4月7日）・小林徹夫（5月19日）が実況を担当する応援実況を行った。
西武のビジターカードは、2017年までは主催側のNRN系列局（オリックス・阪神主催試合は朝日放送ラジオ）の技術協力による自社制作を全試合行っていた（パ・リーグ球団主催の東京ドームの試合は主催側のNRN中継は自社制作・裏送りは当該系列局の対応となるが、原則として、NRNナイター幹事局であるニッポン放送に制作を委託する。ただし、月曜の場合は文化放送が技術協力を担当する場合がある）。この場合は原則として、NRN系列局からのアナウンサー派遣は受けていない（逆に主催側のNRN中継には文化放送からのリポーター派遣を行わない）。2018年以降も聴取率調査週間などで文化放送が自社制作を行なう場合は主催側のNRN系列局が技術協力を担当する。
上記の他、前述した通り、TBSラジオのプロ野球中継撤退の影響があり、2018年からはJRN系列局（北海道放送『HBCファイターズナイター』、RKB毎日放送『RKBエキサイトホークス』）への委託制作による裏送りも西武主催試合で行うことになる。西武のビジターカードでは北海道放送・RKB毎日放送・東北放送・朝日放送ラジオ・MBSラジオ・CBCラジオ・中国放送からのネット受けを行うことになった。
関西地区開催の試合での本番組の放送（2017年までラジオ大阪→朝日放送ラジオの技術協力で文化放送の自社制作）については、朝日放送ラジオ・MBSラジオが同一地域でのJRN/NRNのクロスネットとなっていることと、文化放送と両局との局間ネット関係に複雑な歴史的経緯があることから、金曜日は委託制作時の要員などの都合によりネット関係が変わる場合がある。
2018年の場合、金曜日の本番組においては、「オリックス対西武」の中継は朝日放送ラジオがNRN予備カードとは別制作（文化放送向けのローカル放送）で担当する一方、京セラドーム大阪で開催でのオールスターゲーム等、文化放送及びJRN系列局と局間ネットする関西地区からの中継の発局や、文化放送からのネット受け（西武対阪神戦や、阪神戦非開催時の本番および雨天中止時の予備カード昇格での本番組の放送）はMBSラジオが担当した。2019年以降は本来の関西地区局のネットの組み方により金曜日の「オリックス対西武」でMBSラジオの制作による本番組の中継が行われる（最初の実例は2019年5月17日。解説：太田幸司、実況：赤木誠、北海道放送にもネット）。
なお、朝日放送ラジオが全国高校野球選手権大会中継の放送がある8月は、ABCのアナウンサーの多くが高校野球に携わるため、2024年8月6日から8日の「オリックス対西武」は解説がABCの専属、実況が文化放送のアナウンサーという要員が採用されている（解説：6・7日湯舟敏郎、8日中田良弘、実況：6・8日斉藤一美、7日高橋将市）。
西武主催試合での本番組はビジター側のNRN系列局との2局ネット（局間本番）が基本であるが、事前に相手局が自社制作および、ニッポン放送制作によるNRN本番カードもしくは裏送りのネット受けの予定となる場合は、①本番組をJRN系列局にネットする場合と、②本番組を自社のローカル放送として別途JRN系列局への裏送りを行う場合とがある。地元球団の試合が最初から組まれていない日もしくはNRN系列局向けの中継を制作しない場合は、本番組をJRN系列局がネット受けすることがある。
一方、本番組とビジター側のNRN系列局との局間ネットを予定していた西武主催試合が、ニッポン放送のNRN本番カード（主にセ・リーグのカード）の雨天中止により、同カードに昇格した場合は、相手局はニッポン放送制作によるNRN本番カードのネット受けに、本番組は自社のローカル放送に変更される。また、文化放送制作によるJRN系列局への裏送り分のネット局に予備カードからの昇格として朝日放送ラジオ・CBCラジオが加わる場合がある。
日本ハム・ソフトバンク主催の西武戦が東京ドームで開催される場合は、主催側のNRN系列局（STVラジオ・九州朝日放送）がニッポン放送からのネット受けもしくは同局協力による自社制作となるため、JRN系列局（北海道放送・RKB毎日放送）が乗り込み自社制作を行わない場合は本番組をネット受けするが、2019年以降の同カードでは、主催側のJRN系列局に制作を委託する（オフチューブ中継を含む）。
関東地区の球場にて平日に西武非関与のパ・リーグ球団主催試合（主にロッテ主催試合）が行われる場合、文化放送がJRN系列局向け中継の裏送り制作もしくは制作協力を行っている。2013年は月曜ナイトゲーム開催のオールスターゲーム第3戦をNRN系列局に配信した（ニッポン放送が諸事情により、自社で中継しなかったため）。
ロッテ主催試合については、日本ハム戦・ソフトバンク戦であっても管理権がある西武主催試合とは異なりビジター側のNRN系列局（STVラジオ・九州朝日放送）が本番組の予備カードとしての放送有無にかかわらずニッポン放送からのネット受けもしくは裏送りを優先するため、JRN系列局（北海道放送・RKB毎日放送）が乗り込み自社制作を行わない場合は西武戦とは別途に文化放送からの裏送り、もしくは本番組の予備カード昇格時としてのネット受けを行う。
CBCラジオ『CBCドラゴンズナイター』でも文化放送制作によるJRN系列局への裏送り分を予備カードや中日ドラゴンズが関与する試合の放送がない日に本番カードとして放送することがあり、カードによってはCBC解説者の牛島和彦が文化放送に派遣されることがある。セ・パ交流戦では、中日主催試合を本番組にも本番もしくは予備カードとして配信する。
NRN独占カードであるヤクルト主催試合（対西武戦およびセ・パ交流戦における予備日開催分）を本番組の本番カードとして放送する場合は、NRNに加盟している東北放送（火曜日）・朝日放送ラジオ（火〜木曜日）・MBSラジオ（金曜日）への局間ネットは可能。JRN単独加盟のRKB毎日放送へは対ソフトバンク戦を含めて局間ネットができない他、NRN加盟局ながらNRNナイターのネットに原則参加していない北海道放送は、STVラジオが編成しない場合の対日本ハム戦に限り局間ネットが可能となっている。
この他、本番組には該当しないが、「ヤクルト対阪神」が火〜木曜日に行われ、朝日放送ラジオが乗り込み自社制作を行わない場合は、文化放送が同局向けの裏送りを行うことがある（2019年8月が最初の実例）。また、金曜日のMBSラジオ向けも同様に文化放送が裏送りを行うことがある（2022年7月が最初の実例）。
文化放送では西武主催試合の本番カードをNRN系列局に個別でネットをする一方、JRN系列局制作からのネット受けもしくは文化放送制作によるJRN系列局向け裏送りのパ・リーグのカードを予備カードとする場合、本番と予備でネット関係が変わることになり、ビジター側のNRN系列局は従前通りニッポン放送他制作のNRN中継から予備補充を行うことが原則となっている。
| 系列／曜日         | 系列／曜日         | 月                     | 火                     | 水・木・金             |        |
| 西武主催           | 対日・ソ           | QR→NRN（表）/JRN（裏） | QR→NRN（表）/JRN（裏） | QR→NRN（表）/JRN（裏） |        |
| 西武主催           | 対楽               | QR→NRN                 | QR→JRN                 | QR→NRN                 | QR→NRN |
| 西武主催           | 対他               | QR→JRN                 | QR→JRN                 | QR→JRN                 |        |
| ロッテ主催         | ロッテ主催         | QR→JRN                 | QR→JRN                 | QR→JRN                 |        |
| 西武ビジター・予備 | 西武ビジター・予備 | JRN→QR                 | JRN→QR                 | JRN→QR                 |        |
| ------------------ | ------------------ | ---------------------- | ---------------------- | ---------------------- | ------ |

1. 1 2 3  基本的にニッポン放送がNRN全国本番カード（裏送り配信を含む）の指定をしない場合、もしくはニッポン放送が自社で中継をしない場合。月曜のデーゲーム時は土・日曜に準じて文化放送がNRN向け、ニッポン放送がJRN向けの裏送りを行う。
2. ↑  東北放送のナイターネットに準ずる。楽天主催の西武戦も同様の対応。
3. ↑  文化放送が自社で中継をしない場合の裏送りを含む。（平日デーゲーム、ナイターオフ編成時など）
4. ↑  文化放送制作ローカル（巨人・ヤクルト・DeNA・ロッテ主催）になる場合、楽天主催の西武戦を除く。

| 放送局 （番組タイトル）                            | 担当球団        | 平日基本系列 ●NRN非加盟局 （JRN単独加盟） | 備考 |
| -------------------------------------------------- | --------------- | ----------------------------------------- | --- |
| STVラジオ （STVファイターズLIVE）                  | 日本ハム        | NRN                                       | 前述のとおり、月曜日の一部の西武戦に限定してライオンズナイターがSTVラジオでネットされていたが、火〜金曜の「西武対日本ハム」はニッポン放送制作分を放送していた。2018年のTBSラジオ野球中継撤退に伴うネットワーク再編で「西武対日本ハム」は火〜金曜のニッポン放送発NRN本番カードにならない場合にはTBC・KBCと同様に文化放送制作となり、その場合にはライオンズナイターがネットされることになった。 北海道で開催される「日本ハム対西武」を文化放送が自社制作する場合は、2018年以降もSTVラジオが制作協力を行う。 |
| 北海道放送 （HBCファイターズナイター）             | 日本ハム        | JRN                                       | 2018年より西武・ロッテ主催のネット及び東京ドームでの日本ハム主催試合の制作協力を行う。STVが本番組をネットしている場合は裏送りを放送する為、場合によってはHBC・STVとも文化放送制作となる。 北海道で開催される「日本ハム対西武」で本番組にHBCファイターズナイターのネット受けを行う。 |
| 東北放送 （TBCパワフルベースボール）               | 楽天            | NRN：月・水〜金曜 JRN：火曜               | 火曜は東北放送のナイターネットがJRNのため、以前からアナウンサーを派遣せず、技術協力のみだった。 2009年以降（2010年を除く）は火曜以外の「西武対楽天」で、ニッポン放送発NRN本番カードにならない場合に、ライオンズナイターそのものが東北放送でネットされることがある（経費削減のため裏送りによる現地局からの代理制作中継を休止しているため）。2016年からJRN（TBSラジオ発）の本番カードにならない火曜でもライオンズナイターのネット受けることになった。 2018年からは「楽天対西武」で本番組が東北放送からネット受けをすることになった（2018年は東北放送の自社分との二重制作による裏送り、2019年以降はTBCパワフルベースボールのネット受けを行う。）。 東京ドームで楽天主催試合が行われる際に、東北放送が二重制作ができない場合に、裏送りとなるラインについては、火曜のNRN系列局向けをニッポン放送に、水〜金曜のJRN系列局向けを文化放送に委託することがある。また、2023年はセ・パ交流戦における予備日開催になった火曜の「ヤクルト対楽天」でライオンズナイター本番として放送することがあり、東北放送と局間ネットを行なった（2023年6月20日が該当）。 |
| 朝日放送ラジオ （ABCフレッシュアップベースボール） | オリックス 阪神 | NRN：月・金曜 JRN：火〜木曜               | 1977年から2004年までラジオ大阪が関西ローカルで『近鉄バファローズナイター』を編成したこともあり、ラジオ大阪とは相互に制作協力を実施した。両番組をネットし、ライオンズ攻撃時は文化放送アナウンサー、バファローズ攻撃時はラジオ大阪アナウンサーが応援実況中継をしたこともある。ラジオ大阪がプロ野球中継を行った2007年まで制作協力を担当していた。 2008年以降はナイターネットの曜日に関係なく、ABCが制作協力を担当している（ABCラジオでは文化放送との局間ネットによるナイターが放送されない裏送りになっている）。それ以前も前述の「マンデー・パ・リーグ」中継やラジオ大阪の要員都合でABCのアナウンサーがレポーターとして登場したこともあった。 ビジターのオリックス戦は予備カードからの昇格または予備日復活及び日程編成の都合によりJRN（TBSラジオ発）・NRN（ニッポン放送発）本番とならない限り、ABCラジオを含む在阪局では原則として放送されないため、事実上の独占中継になる場合がある。 この他、2013年は、ABCは阪神ビジターゲームの自社制作を縮小していたため、月曜日に「西武対阪神」が行われる場合はライオンズナイターそのものをネットした。 2018年からはTBSラジオの野球中継撤退の影響で、火〜木曜の本番組への裏送りである「オリックス対西武」をABCでの阪神戦の予備として制作することになり、同年の金曜はABCによるNRN分との別制作による裏送りで対応したが、2019年以降は金曜日の制作をMBSが担当。 |
| MBSラジオ （MBSベースボールパーク）                | オリックス 阪神 | NRN：火〜木曜 JRN：月・金曜               | 2018年より、金曜日の本番組の中継（JRN系列局向けを兼ねる）を阪神戦の本番もしくは予備として編成する。最初の実例は2018年6月1日の「西武対阪神」で、日本シリーズを除けば1976年の土曜ナイター以来の、文化放送からのネット受けとなった。 2019年以降は金曜日開催の「オリックス対西武」で本番組への裏送りを行う。 |
| 九州朝日放送 （KBCホークスナイター）               | ソフトバンク    | NRN                                       | 平日の「西武対ソフトバンク」は従前ニッポン放送制作分を放送していたが、2012年以降は同局の要員都合で一部試合で文化放送制作となる場合があり、その場合にはライオンズナイターそのものがKBCラジオでネットされるケースがある。 東京ドームで「ソフトバンク対西武」が行われる場合、ライオンズナイターのネット受けではなく、ニッポン放送が制作して裏送りしている。 |
| RKB毎日放送 （RKBエキサイトホークス）              | ソフトバンク    | JRN●                                      | 2018年より西武・ロッテ主催のネット及び東京ドームでのソフトバンク主催試合の制作協力を行う。KBCが本番組をネットしている場合は裏送りを放送するため、場合によってはRKB・KBCとも文化放送制作となる。 福岡で開催される「ソフトバンク対西武」で本番組がRKBエキサイトホークスのネット受けを行う。 |
| 東海ラジオ放送 （東海ラジオ ガッツナイター）       | 中日            | NRN                                       | 過去にはナゴヤ球場・ナゴヤドーム・長良川球場で開催された西武主催及びビジターゲーム（主に近鉄・オリックス主催）の技術協力も担当していた。 TBC・KBCと異なり平日の「西武対中日」は従前通りニッポン放送から裏送りを受けているため、2018年以降、本番組との関わりは殆ど無くなっている。 |
| CBCラジオ （CBCドラゴンズナイター）                | 中日            | JRN●                                      | 2018年より、中日戦の非開催時やヤクルト主催中日戦の裏カード時を中心に、文化放送から本番組もしくはJRN系列局に裏送りする中継をネット受けする場合がある（前述）。 西武と中日の対戦は、西武主催試合では本番組のネット受けもしくは文化放送協力による自社制作を実施。中日主催試合ではCBCドラゴンズナイターのネット受けを実施。セ・パ交流戦期間中に本番組の予備カードとして優先的に設定される場合がある。 |
| 中国放送 （RCCカープナイター）                     | 広島            | NRN                                       | 制作協力はセ・パ交流戦のみ実施。 火曜は中国放送のナイターネットがJRNのため、以前からアナウンサーを派遣せず、技術協力のみだった。 TBC・KBCと異なり平日の「西武対広島」は2017年まで従前通りTBSラジオ（火曜）・ニッポン放送（水〜金曜）から裏送りを受けていた。 2018年・2021年・2023年・2025年は広島主催で中国放送が裏送りで制作する（中国放送本番はニッポン放送およびNRNの予備扱い）が、2023年は文化放送もアナウンサーを派遣して合同の応援実況企画を実施。 2019年の西武主催は当初radikoの番組表でニッポン放送からの裏送りが発表されていたが、聴取率調査期間のため、ニッポン放送協力による自社制作（解説者は文化放送の笘篠賢治・豊田清と元TBSラジオの川口和久を起用）に変更された。 |

## 西武戦非開催日の番組
（月）
- 18:00 − 21:00 月曜日の各定時番組

（火・水・木・金）
- 17:50 ライオンズナイタースペシャル（単発枠）

『堀口文宏のラジオフルスイング』（2025年）などのスタジオ番組や『甲斐よしひろのセイ!ヤング21』などの特別番組が西武戦の非開催日に編成されている。
当初からライオンズナイターの放送がない場合、基本18時台は『ラジオフルスイング』、19時台もしくは20時台は特別番組を放送する。ライオンズナイターの放送カード（予備カード含む）が雨天・諸般の事情で中止の場合は、当日のスタジオ担当アナウンサーがパーソナリティを務めるライオンズナイターのスタジオバージョンを21時（金曜は21:30）まで放送する。
備考
- 1998年以降の月曜日（マンデーパ・リーグを実施した2001 - 2005年は木曜日）は定時番組を編成しているが、月曜日にライオンズのナイトゲームがある週は、本来月曜日の18:00 - 21:00に放送される各定時番組を、予備日以外の試合のない火〜金曜日の同じ放送時間に振り替える方式で、通常通り月曜日にライオンズナイターを放送する。月曜日が予備日に設定されている場合はナイター中継時と同様の対応（予備日に指定された段階で予備日開催の有無にかかわらず、月曜日の定時番組を試合のない曜日に移動させる）となるため、予備日開催が発生しなかった場合は火〜金曜日と同様の番組となる。一方、同じ週で振替日を確保できない場合もしくはセ・パ交流戦における予備日開催の場合は、月曜日の中継を見送り通常編成となることがあり、2020年代以降月曜日のビジターゲームは編成上振替可能な状態であっても中継しなくなった。また後者の場合は火〜木曜日についても年度により当初から特別番組が編成されていることがあり、スタジオ番組を差し替えたライオンズナイターの放送を途中で打ち切り特別番組を放送する場合がある。なお、2025年において金曜日が振替対象日となる場合、ブランクとなる21:00 - 21:30の枠はその都度の特別編成で対応する[35]。
- 月曜日にライオンズナイターを放送する場合、本来放送される定時番組の開始時刻に「（番組名）は（日付・曜日）に放送します」とお断りのアナウンスを文化放送のスタジオから行う。
- 2011年度は東日本大震災の影響による平日におけるライオンズの過密日程（6月から7月にかけて連戦が続いた）のため、日曜日の『ホームランナイター』を休止して月曜日の定時番組の振替に充てるケースもあった。2012年もナイターのない日曜日に同様の措置を取ったことが一度だけあった。
- 2021年の東京オリンピックに伴う公式戦中断期間においては、オリンピック関連番組として『文化放送 Focus on TOKYO』を本番組の放送枠にて編成。夜間に競技中継を行う場合は同番組の内包番組として編成され、終了時間も競技中継の放送枠に合わせて調整される（この場合、通常の定時番組は休止等の措置を講じる）。

### 過去
- 1982年 - 1986年の番組は不明。
- HEAT OF THE NIGHT（1987年の月曜日20:00 - 21:30放送）
- ROCKS ON THE RADIO（1988年の月曜日20:00 - 21:30放送）
- 寺チャンネルスペシャル（1990年 - 1991年の月曜日18:00 - 20:00放送）
- 邦丸・ナースのラジ横スペシャル（1992年 - 1993年の月曜日18:00 - 20:00放送）
- こちらプロ野球デスクです（1994年 - 1996年の月曜日17:57 - 19:00放送）
- 寺ちゃんのマンデーマンデー（1994年の月曜日19:00 - 21:40放送）
- ザ・ヒッツ応援団（1995年の月曜日19:00 - 21:40放送）
- ミュージックジャングル（1996年の月曜日19:00 - 21:40放送）
- スポーツバンザイ邦丸がゆく（1997年の月曜日17:57 - 19:00放送）
- マンデーミュージックステーション（1997年の月曜日19:00 - 21:40放送）
- バンブー竹内のほれぼれミュージック（2001年 - 2004年の中継カードがない火・水・金曜日19:00 - 21:30放送）
- 斉藤一美 うるわしの夜（2007年 - 2009年の中継カードがない火 - 金曜日17:57 - 19:00放送）
- センパツ!（2010年の中継カードがない火 - 金曜日最大で17:57 - 21:30放送）
- SET UP!!（2011年 - 2017年の中継カードがない火 - 金曜日最大で17:57 - 21:30放送、2024年の中継カードがない火 - 金曜日最大で17:57 - 21:00放送）
- Lプロ!（2018年の中継カードがない火 - 金曜日最大で17:57 - 21:30放送）
- 野球居酒屋獅子（2019年の中継カードがない火 - 金曜日最大で17:57 - 21:30放送）
- がんばれ○○! 獅子奮迅（2020年の中継カードがない火 - 金曜日18:00 - 19:00放送。「○○」には当日のパーソナリティ名が入るが、主に山田弥希寿が担当し『がんばれ山田! 獅子奮迅』となることが多かった）
- 音楽で日本をアゲる!（2020年の中継カードがない火 - 金曜日19:00 - 21:00放送）

2020年の2番組については、西武の移動日が月曜日に限定され、かつ中継日には他の屋内球場開催の予備カードが設定されていたことから、事実上開幕延期期間のつなぎ番組として運用されていた。
- スポーツ居酒屋獅子（2021年の中継カードがない火 - 金曜日最大で17:55 - 21:00放送。2019年の『野球居酒屋獅子』のリニューアル版）
- 斉藤一美 ど〜かひとつ!（2022年の中継カードがない火 - 金曜日最大で17:57 - 20:00放送。20:00以降は斉藤の進行で文化放送野球解説者パーソナリティの特別番組を放送することがあった）
- 長谷川太のスポーツギャラクシー（2023年の中継カードがない火 - 金曜日最大で17:57 - 20:00放送）

以下は定時番組の扱い
- スポスポパラダイス（1998年の月曜日17:57 - 18:30放送）
- ViVa!ダンベールーネス（1999年の月曜日17:57 - 18:30放送）
- プロ野球勇者列伝 熱血Vトーク（1998年・1999年の月曜日18:30 - 19:00放送）※ABC制作をネット。
- 広瀬哲朗のだから言ったでしょ（2000年の月曜日17:57 - 19:00放送）
- 広瀬哲朗のパ・リーグ応援株式会社（2001年の木曜日17:57 - 19:00放送）
- 太田英明のモクモクスポーツ（2002年 - 2005年の木曜日17:57 - 19:00放送）
- 東尾修・理子のおうちにおいでよ（2006年 - 2008年の月曜日18:45 - 19:00放送、ただし、2004年・2005年は太田英明のモクモクスポーツ内で放送）
- 岩本勉のまいどスポーツ（2006年 - 2024年3月の月曜日17:45 - 18:30放送の通年番組で放送終了時の放送時間）
- かわのをとや スポーツの巣（2024年4月 - 2025年3月の月曜日17:45 - 18:30放送の通年番組。この番組を最後に月曜日のスポーツ番組は廃枠）

この他、マンデー・パ・リーグ開催年で月曜日ナイターのない時は『プロ野球ホットライン』と『ビッグサウンズスペシャル』を放送していたが、2005年は実施せず『ライオンズエクスプレス・デラックス』などを放送していた。

## 関連番組
- ナイターオフ時のスペシャル番組として、1985年度の毎週金曜日19:30 - 20:00に『オフ!!ですがハッキリいってライオンズびいきです』 、1999年度の毎週日曜日20:00 - 20:30に『LIONS SUNDAY DJ SHOW』、2006年度の毎週月曜日18:00 - 18:30に『ライオンズエクスプレス・スーパーデラックス 赤田将吾の暴れん坊マンデー』（パーソナリティ・赤田将吾）が放送された。何れの番組もライオンズの現役選手などが出演していた。
- ナイターシーズン中のスペシャル番組として、2005年度から2009年度まで、日程の関係上約1週間試合がない週がある6月の水曜日に『文化放送ライオンズナイタースペシャル・我らパ・リーグ応援団解団式』が、17:50 - 21:30までの編成で放送されていた。事前にライオンズナイターで募集し当選したライオンズファン・一部の解説者を除く当時の出演者全員・スペシャルゲストとして各年のライオンズの主要選手の3人 - 5人が文化放送の会場に集まる公開生放送番組として行われた。2010年度から2012年度はこのような公開生放送を行わなかったが、2013年は『文化放送ライオンズナイターSET UP! ライオンズのど真ん中!公開生放送』と題して6月19日に行った（18:00 - 20:00の2時間枠であるが、事実上は17:50開始）。この時に招かれたのは野上亮磨・十亀剣・秋山翔吾の3人で、全体の進行は松島茂が担当。
- 2011年以降、ライオンズの現役選手がラジオDJに挑戦する『拝啓 若獅子様』が不定期に放送される。原則ワンマンDJスタイルでリスナーからのメールを読みながら進行する。『拝啓 若獅子様』は通称で選手のフルネームから番組名がとられ、『拝啓 ○○様』となる（牧田和久が担当なら『拝啓 牧田和久様』）。斉藤一美アナウンサーがメールの選別などのサポート役でブースにいる。2013年は放送されなかったが、2014年は6月25日に放送された『斉藤一美のスポーツタイム ズミスポ』2時間半スペシャルの中で放送された。
- 『ライオンズ 魂の軌跡』 - 2018年制作。西鉄時代を含むライオンズOBのロングインタビュー（おおむね1時間以上）を放送する番組。
  - 『ライオンズ 魂の軌跡』や『拝啓 若獅子様』は文化放送公式サイトの「Podcast QR」向けに収録されており、『ライオンズ 魂の軌跡』名義でオフシーズン期間も含めて週1回更新される（週によっては過去分の再配信となる場合あり。バックナンバーは2ヶ月分閲覧可能）。セ・パ交流戦予備日や試合中止時などの雨傘番組などにおいて地上波でも放送されることがある。
- 1999年に西武へ入団した松坂大輔が同球団へ14年振りに復帰した2020年には、日本国内で新型コロナウイルスへの感染が拡大している影響で、プロ野球公式戦の開幕が6月19日（金曜日）にまで持ち越された。このような事情で中継の開始時期が例年より大幅に遅れていることから、以下のような異例の企画を相次いで放送している。
  - 2020年4月21・22日には、『ライオンズ70周年!松坂大輔、ライオンズ復活記念!!「文化放送ライオンズナイター」の実況で、松坂の伝説のピッチングを振り返る3時間!!!』と銘打って、松坂が新人時代に登板したパ・リーグ公式戦の実況アーカイブ音源を本番組の放送枠で放送。後世にまで語り継がれるほどの快投で勝利した試合の音源を、試合後のヒーローインタビューに至るまで再生している[36]。プロ野球公式戦実況中継の再放送は文化放送初の試みで、「あの時」というテーマで放送中にリスナーからメッセージを受け付けたほか、生放送パートのスタジオ進行を長谷川太と小川真由美が担当。再放送パートの合間に、当日の『文化放送ニュース』[注 47]・天気予報・交通情報を組み込んだ。
    - 2020年4月21日（火曜日）：1999年4月7日放送の日本ハムファイターズ対西武2回戦（東京ドームでのナイトゲーム、解説：西本聖・広瀬哲朗、実況：斉藤一美、ベンチリポート：長谷川〈日本ハム側〉、上野智広〈西武側〉、砂山圭大郎〈「砂山大輔」名義で松坂番を担当〉）
      - 松坂が初めて登板した公式戦で、1回裏に片岡篤史から空振りで公式戦初の奪三振を記録するなど、6回裏まで日本ハム打線を無安打に抑えた末に初勝利を挙げた。
      - 放送上は、試合の中継音源に続いて、西武への入団からこの試合に至るまでの松坂のインタビュー音源を再生。中継に携わった西本と斉藤のコメントも放送した。2017年シーズンから『斉藤一美 ニュースワイド SAKIDORI!』のパーソナリティに専念している斉藤は、試合の裏話を披露するとともに、「当時はスポーツ中継にもバラエティ番組にも出演していたが、スポーツの担当については、短期間で離れるつもりでいた。しかし、この試合に立ち会えたことを機に、スポーツ中継の実況へ本腰を入れるようになった」と証言している。

    - 2020年4月22日（水曜日）：1999年5月16日放送の西武対オリックス・ブルーウェーブ9回戦（西武ドームでのデーゲーム[注 48]、解説：松原誠、実況：鈴木光裕〈担当時点では文化放送に在籍〉、西武側ベンチリポート兼松坂番：砂山）
      - 松坂がイチローと初めて対戦した試合で、イチローから3打席続けて三振を奪った末に、ヒーローインタビューで「自信が確信に変わった」とのコメントを残したことで知られる。
      - 放送上は、この試合の実況音源に続いて、「LIONS SUNDAY DJ SHOW」から1999年度のオフシーズンに松坂が出演した回の音源の一部を再生した。さらに、再放送の前後には、砂山がこの試合の背景や、「LIONS SUNDAY DJ SHOW」で松坂と共演した際の裏話を本名（砂山圭大郎）で披露。西武の一軍監督としてこの試合に臨んだ東尾からのコメントも放送している。

  - 2020年4月24日（金曜日）・6月16日（火曜日）には、『文化放送ライオンズナイタースペシャル“eスポ”ナイター実況中継』と銘打って、「実況パワフルプロ野球2018」を使用した以下の対戦を、文化放送本社12階のメディアホールで実施。松沼博久の解説・文化放送アナウンサーの実況による生中継を、本番組の放送枠で放送すると同時に、Periscope（twitter上でのライブ配信サービス）で配信している。
    - 4月24日：西武対巨人戦（実況：長谷川、進行：長麻未・山田弥希寿、17:55 - 21:00に放送）
      - 「実況パワフルプロ野球」でのプロプレイヤーを目指す松下社長（浅井企画所属のお笑いコンビ「百楽門」のメンバー）が、ゲスト解説とプレイ監修を担当[37]。

    - 6月16日（進行：山田弥希寿、17:55 - 20:00に放送）
      - 第1試合：日本ハム対西武戦（実況：寺島啓太）
      - 第2試合：オリックス対広島戦（実況：斉藤）
        - 「eBASEBALLプロリーグ」の2019年シーズンに西武チームへ参戦したプロプレイヤーの前田恭兵が、ゲスト解説者としてメディアホール以外の場所から生中継で出演。『ニュースワイド SAKIDORI!』パーソナリティへの就任以降スポーツ中継の担当から離れている斉藤が、この企画限定ながら、3年8ヶ月振りに実況アナウンスを披露した[38]。